# Guillem II Crispo
Guillem II Crispo, nascut el 1390, fou el quinzè duc de Naxos i de l'Arxipèlag, baró d'Astrogidis, senyor de Milos, de Santorí, d'Astipàlea, Delos, Ios, i consenyor de Amorgos. Era fill de Francesc I Crispo i germà de Jaume I Crispo i Joan II Crispo.
Va succeir al seu besnebot a la seva mort el 1453.
Era solter però el 1461 es va casar amb la veneciana Elisabeta Pesarode la que encara va tenir temps de tenir una filla, Fiorenza, nascuda el 1463, coincidint amb la mort del pare. Va deixar també un fill natural, Jaume Crispo que fou governador del ducat. El va succeir el seu nebot Francesc II Crispo.